# Saint-Léger-sous-Brienne
Saint-Léger-sous-Brienne és un municipi francès situat al departament de l'Aube i a la regió del Gran Est. L'any 2007 tenia 388 habitants.

## Demografia

### Població
El 2007 la població de fet de Saint-Léger-sous-Brienne era de 388 persones. Hi havia 162 famílies de les quals 44 eren unipersonals (24 homes vivint sols i 20 dones vivint soles), 63 parelles sense fills, 43 parelles amb fills i 12 famílies monoparentals amb fills.
La població ha evolucionat segons el següent gràfic:
Habitants censats

### Habitatges
El 2007 hi havia 182 habitatges, 168 eren l'habitatge principal de la família, 6 eren segones residències i 8 estaven desocupats. 179 eren cases i 3 eren apartaments. Dels 168 habitatges principals, 136 estaven ocupats pels seus propietaris, 26 estaven llogats i ocupats pels llogaters i 5 estaven cedits a títol gratuït; 5 tenien dues cambres, 24 en tenien tres, 61 en tenien quatre i 78 en tenien cinc o més. 123 habitatges disposaven pel capbaix d'una plaça de pàrquing. A 78 habitatges hi havia un automòbil i a 81 n'hi havia dos o més.

### Piràmide de població
La piràmide de població per edats i sexe el 2009 era:
| Homes | Edats   | Dones |
| ----- | ------- | ----- |
| 0     | 95 o +  | 0     |
| 0     | 90 a 94 | 0     |
| 0     | 85 a 89 | 4     |
| 0     | 80 a 84 | 0     |
| 4     | 75 a 79 | 0     |
| 4     | 70 a 74 | 4     |
| 4     | 65 a 69 | 8     |
| 16    | 60 a 64 | 16    |
| 24    | 55 a 59 | 16    |
| 36    | 50 a 54 | 16    |
| 8     | 45 a 49 | 24    |
| 12    | 40 a 44 | 0     |
| 8     | 35 a 39 | 24    |
| 4     | 30 a 34 | 0     |
| 12    | 25 a 29 | 12    |
| 8     | 20 a 24 | 4     |
| 24    | 15 a 19 | 0     |
| 12    | 10 a 14 | 8     |
| 8     | 5 a 9   | 8     |
| 4     | 0 a 4   | 0     |

## Economia
El 2007 la població en edat de treballar era de 260 persones, 187 eren actives i 73 eren inactives. De les 187 persones actives 177 estaven ocupades (93 homes i 84 dones) i 10 estaven aturades (3 homes i 7 dones). De les 73 persones inactives 36 estaven jubilades, 14 estaven estudiant i 23 estaven classificades com a «altres inactius».

### Ingressos
El 2009 a Saint-Léger-sous-Brienne hi havia 164 unitats fiscals que integraven 397,5 persones, la mediana anual d'ingressos fiscals per persona era de 18.845 €.

### Activitats econòmiques
Dels 22 establiments que hi havia el 2007, 1 era d'una empresa extractiva, 1 d'una empresa alimentària, 3 d'empreses de fabricació d'altres productes industrials, 3 d'empreses de construcció, 6 d'empreses de comerç i reparació d'automòbils, 3 d'empreses d'hostatgeria i restauració, 2 d'empreses de serveis i 3 d'empreses classificades com a «altres activitats de serveis».
Dels 8 establiments de servei als particulars que hi havia el 2009, 2 eren tallers de reparació d'automòbils i de material agrícola, 1 establiment de lloguer de cotxes, 1 guixaire pintor, 1 electricista, 1 perruqueria i 2 restaurants.
L'any 2000 a Saint-Léger-sous-Brienne hi havia 6 explotacions agrícoles.

## Poblacions més properes
El següent diagrama mostra les poblacions més properes.